# Mas Cendra
El Mas Cendra és una obra del municipi de Bescanó (Gironès) inclosa en l'Inventari del Patrimoni Arquitectònic de Catalunya.

## Descripció
Edifici de tres plantes cobert amb teulada a dues vessants. A l'interior hi ha l'estructura bàsica tradicional de tres crugies paral·leles amb sostre d'embigat de fusta. La façana principal té un portal dovellat amb escut i la data 160-, al primer pis hi ha tres finestres amb un escut central i trencaaigües acabat amb els cordons dels dominics. L'últim pis és un afegit posterior i té dues finestres d'arc de mig punt. A l'esquerra té adossat un porxo amb una llinda on es llegeix: Manuel Sendra 1830.

## Història
L'edifici data de finals del segle xvi i principis del XVII. Sembla que fou projectat amb l'estructura basilical però s'hi afegí el pis de la dreta (segle xviii), de manera que ha perdut les proporcions. Fou cremat durant la guerra del francès.